# Fuchstal (Bawaria)

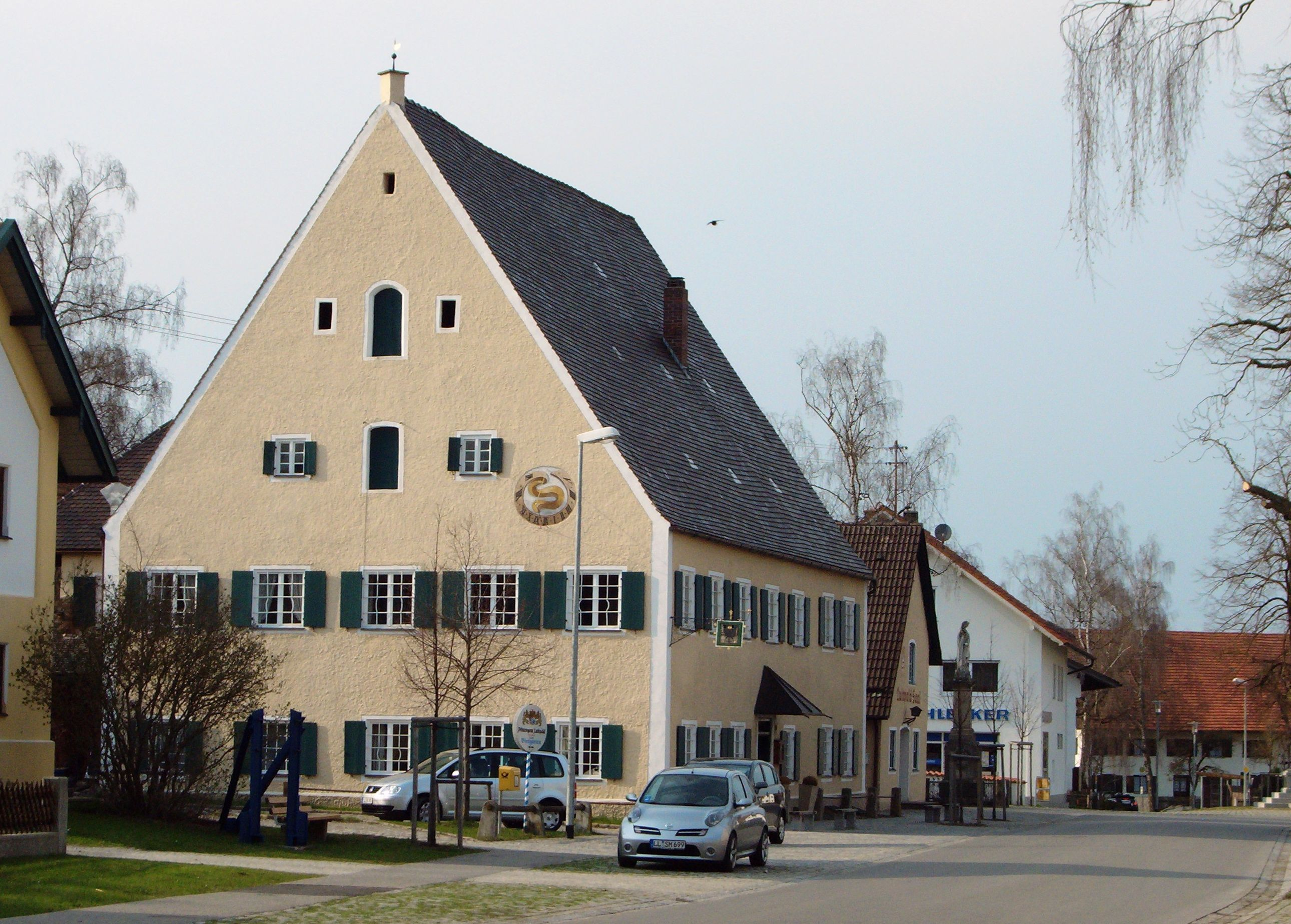
Gospoda Luitpold

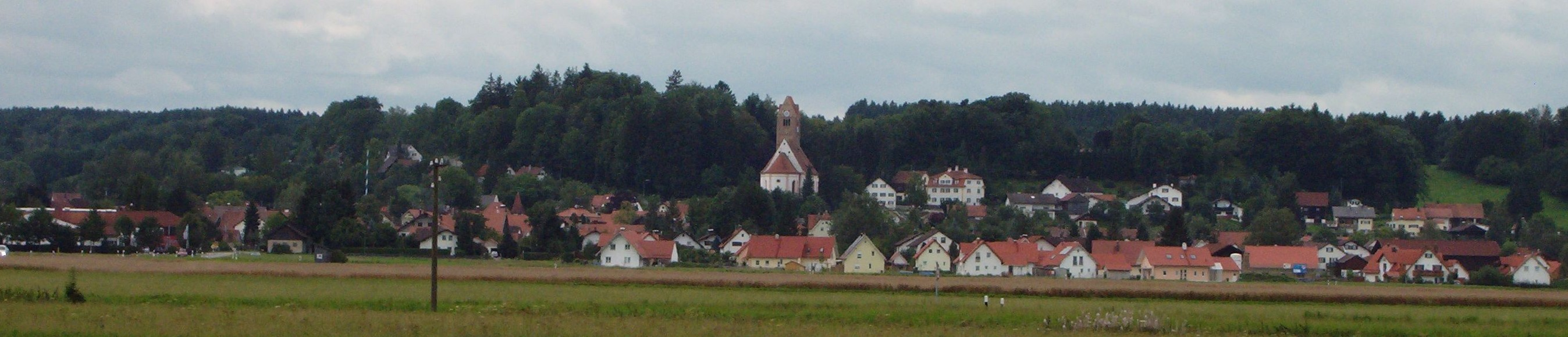
Panorama dzielnicy Leeder

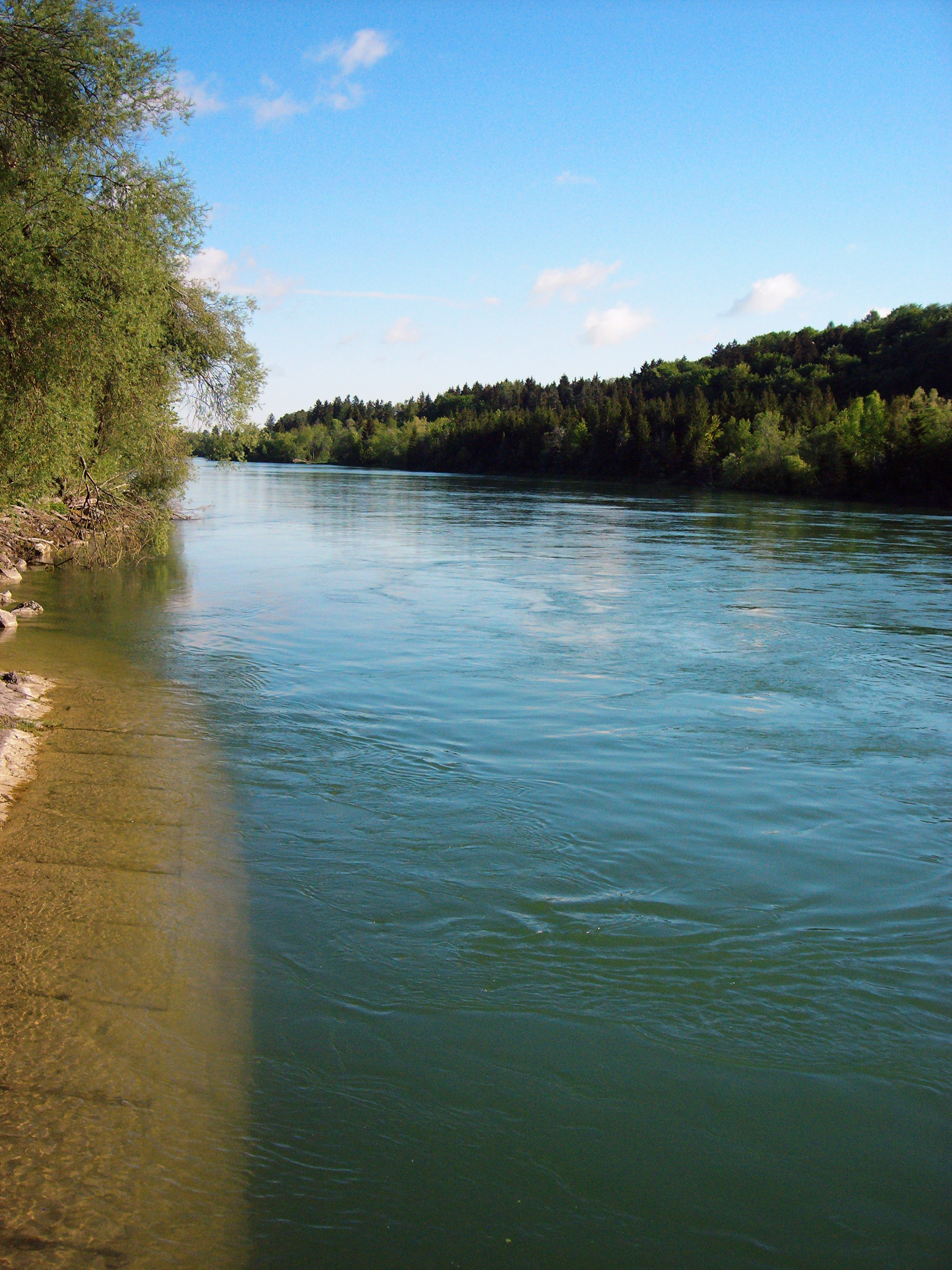
Lech

Fuchstal – miejscowość i gmina w Niemczech, w kraju związkowym Bawaria, w rejencji Górna Bawaria, w regionie Monachium, w powiecie Landsberg am Lech, siedziba wspólnoty administracyjnej Fuchstal. Leży około 12 km na południe od Landsberg am Lech, nad rzeką Lech, przy drodze B17 i linii kolejowej Bobingen – Weilheim in Oberbayern.

## Demografia
Dane o ludności z 31 grudnia 2008:
| Opis                                | Ogółem | Ogółem | Kobiety | Kobiety | Mężczyźni | Mężczyźni |
| ----------------------------------- | ------ | ------ | ------- | ------- | --------- | --------- |
| Jednostka                           | osób   | %      | osób    | %       | osób      | %         |
| Populacja                           | 3451   | 100    | 1752    | 50,77   | 1699      | 49,23     |
| Wiek przedprodukcyjny (0–17 lat)    | 741    | 21,47  | 368     | 10,66   | 373       | 10,81     |
| Wiek produkcyjny (18–65 lat)        | 2100   | 60,85  | 1038    | 30,08   | 1062      | 30,77     |
| Wiek poprodukcyjny (powyżej 65 lat) | 610    | 17,68  | 346     | 10,03   | 264       | 7,65      |

## Polityka
Wójtem gminy jest Erwin Karg, rada gminy składa się z osób.
|      | FWGL | FWGA | FWGS | ELFF | Razem |
| 2008 | 7    | 3    | 3    | 3    | 16    |
| 2002 | 7    | 4    | 3    | 2    | 16    |